# Paris Shanghai
Pour les articles homonymes, voir Paris (film) et Shanghai (homonymie).
Pour plus de détails, voir Fiche technique et Distribution.
Paris Shanghai est un court métrage français réalisé par Thomas Cailley, sorti en 2011.
Le film a été récompensé dans de nombreux festivals nationaux et internationaux. Il a notamment été sélectionné en compétition nationale au Festival international du court métrage de Clermont-Ferrand en 2011 et a reçu le prix du public au Festival Premiers Plans d'Angers dans la catégorie « Courts métrages français », la même année.

## Fiche technique
- Titre : Paris Shanghai
- Réalisation : Thomas Cailley
- Scénario : Thomas Cailley, Claude Le Pape
- Production : Little Cinema (Frederic Camus, Othman Mahfoud, Guillaume Arnoult)
- Photographie : David Cailley
- Montage : Lilian Corbeille
- Montage son, mixage : Rémi Bourcereau
- Décors : Aude Langevin
- Musique : Guillaume Becker, Rémi Bourcereau, Thomas Cailley, Stanislas Delannoy et Fabricio Nicolas
- Pays d'origine :  France
- Langue originale : français
- Genre : comédie
- Durée : 25 minutes

## Distribution
- Franc Bruneau : Manu
- Constantin Burazovitch : Victor
- Rose Beignier : La vieille dame
- Marie Fédélic : Claire
- Laure Gouzian : La mère de Claire
- Alain Marty (I) : L'homme
- Elizabeth Marty : La femme
- Arthur Monteilhet : L'enfant

## Distinctions
- Prix du Public au Festival Premiers Plan d'Angers 2011[2]
- Prix Fujifilm Award 2011[3]
- Special Mention in Acting (Franc Bruneau) et Special Mention for script(Thomas Cailley et Claude Le Pape) à l'International short film festival de Balchik[4]
- Prix du Public au festival international de Lisbonne[5]
- Prix du Public au festival Ciné en Herbe de Montluçon[6]
- Prix du Public aux Rencontres Cinémaginaire d'Argelès sur Mer
- Prix Jeunes Talents au festival du cinéma européen de Lille[7].
- Mention spéciale du Jury Jeune du festival Tous courts d'Aix-en-provence